# After (альбом Raventale)
After — четвертий альбом Raventale. Виданий лейблом «BadMoodMan Music» 15 грудня 2010 року. Продовжуючи загальні тенденції попереднього альбому «Mortal Aspirations» більш стилістично насичений атмосферними награшами думу. Блек представлений виключно елементами типового вокалу та окремими гітарними партіями.

## Список пісень
| #  | Назва                                               | Тривалість |
| -- | --------------------------------------------------- | ---------- |
| 1. | «Gone»                                              | 09:23      |
| 2. | «After»                                             | 01:10      |
| 3. | «Youth» (інструментальна)                           | 08:11      |
| 4. | «Flames»                                            | 09:32      |
| 5. | «The Northern Hemisphere» (Carpathian Forest cover) | 01:11      |

## Склад
- Astaroth — вокал та музика